# إدموند موريس
إدموند موريس (بالإنجليزية: Edmund Morris)‏ هو كاتب سير ومؤرخ أمريكي، ولد في 27 مايو 1940 في نيروبي في كينيا.

## وصلات خارجية
- إدموند موريس على موقع ميوزك برينز (الإنجليزية)
- إدموند موريس على موقع إن إن دي بي (الإنجليزية)